# Armoiries du Costa Rica

Armes actuelles (depuis le 5 mai 1998)

Les armes du Costa Rica présentent une description simplifiée du pays.
- Les deux bateaux se trouvent de chaque côté du pays, l'un dans la mer des Caraïbes, l'autre dans l'océan Pacifique, pour rappeler la longue histoire maritime du pays.
- Les trois volcans représentent les trois chaînes montagneuses qui parcourent le territoire costaricien.
- Les sept étoiles représentent les sept provinces composant le pays.
- Le nom du pays se trouve dans une bannière blanche en haut du blason, le nom du continent dans une bannière bleue.